# Slavic Cup w biegach narciarskich 2011/2012
Slavic Cup w biegach narciarskich 2011/2012 – kolejna edycja tego cyklu zawodów, zaliczana do Pucharu Kontynentalnego.

## Kobiety

### Kalendarz i wyniki
| Lp  | Data                              | Miejscowość                       | Dystans                           | 1. miejsce           | 2. miejsce           | 3. miejsce           |
| --- | --------------------------------- | --------------------------------- | --------------------------------- | -------------------- | -------------------- | -------------------- |
| 1.  | 10 grudnia 2011                   | Horní Mísečky                     | 5 km s. klasyczny                 | Agnieszka Szymańczak | Klára Moravcová      | Sandra Schützová     |
| 2.  | 11 grudnia 2011                   | Horní Mísečky                     | 7 km s. dowolny                   | Agnieszka Szymańczak | Petra Nováková       | Klára Moravcová      |
| 3.  | 7 stycznia 2012                   | Szczyrbskie Jezioro               | Sprint s. dowolnym                | Karolína Grohová     | Petra Nováková       | Agnieszka Szymańczak |
| 4.  | 8 stycznia 2012                   | Szczyrbskie Jezioro               | 5 km s. klasyczny                 | Petra Nováková       | Karolína Grohová     | Paulina Maciuszek    |
| 5.  | 21 stycznia 2012                  | Szczyrbskie Jezioro               | Sprint s. klasyczny               | Justyna Mordarska    | Natalia Grzebisz     | Emilia Romanowicz    |
| 6.  | 22 stycznia 2012                  | Szczyrbskie Jezioro               | 10 km s. klasyczny                | Martyna Galewicz     | Magdalena Kozielska  | Anna Staręga         |
| 7.  | 28 stycznia 2012                  | Wisła                             | Sprint s. klasyczny               | Agnieszka Szymańczak | Paulina Maciuszek    | Justyna Mordarska    |
| 8.  | 29 stycznia 2012                  | Wisła                             | 10 km s. dowolny                  | Paulina Maciuszek    | Ewelina Marcisz      | Agnieszka Szymańczak |
| 9.  | 4 lutego 2012                     | Nové Město                        | Sprint s. dowolny                 | Agnieszka Szymańczak | Martina Chrastková   | Sylwia Jaśkowiec     |
| 10. | 5 lutego 2012                     | Nové Město                        | 10 km s. klasyczny                | Ivana Janečková      | Martina Chrastková   | Eva Nývltová         |
| 11. | 10 marca 2012                     | Kremnica Skalka                   | 10 km s. dowolny                  | Ivana Janečková      | Agnieszka Szymańczak | Alena Procházková    |
| 12. | 11 marca 2012                     | Kremnica Skalka                   | 5 km s. dowolny                   | Ivana Janečková      | Ewelina Marcisz      | Klára Moravcová      |
|     | Slavic Cup – klasyfikacja końcowa | Slavic Cup – klasyfikacja końcowa | Slavic Cup – klasyfikacja końcowa | Agnieszka Szymańczak | Anna Staręga         | Justyna Mordarska    |

### Klasyfikacja
| Lp. | Zawodnik             | Punkty |
| --- | -------------------- | ------ |
| 1.  | Agnieszka Szymańczak | 721    |
| 2.  | Anna Staręga         | 487    |
| 3.  | Justyna Mordarska    | 457    |
| 4.  | Martyna Galewicz     | 432    |
| 5.  | Magdalena Kozielska  | 344    |
| 6.  | Ivana Janečková      | 340    |
| 7.  | Sandra Schützová     | 314    |
| 8.  | Natalia Grzebisz     | 309    |
| 9.  | Petra Nováková       | 308    |
| 10. | Martina Chrástková   | 304    |

## Mężczyźni

### Kalendarz i wyniki
| Lp  | Data                              | Miejscowość                       | Dystans                           | 1. miejsce       | 2. miejsce       | 3. miejsce        |
| --- | --------------------------------- | --------------------------------- | --------------------------------- | ---------------- | ---------------- | ----------------- |
| 1.  | 10 grudnia 2011                   | Horní Mísečky                     | 10 km s. klasyczny                | Jiří Horčička    | Jan Antolec      | Jiří Ročárek      |
| 2.  | 11 grudnia 2011                   | Horní Mísečky                     | 10 km s. dowolny                  | Jakub Graef      | Jan Antolec      | Radek Šretr       |
| 3.  | 7 stycznia 2012                   | Szczyrbskie Jezioro               | Sprint s. dowolnym                | Aleš Razým       | Maciej Staręga   | Daniel Máka       |
| 4.  | 8 stycznia 2012                   | Szczyrbskie Jezioro               | 10 km s. klasyczny                | Aleš Razým       | Dušan Kožíšek    | Jiří Horčička     |
| 5.  | 21 stycznia 2012                  | Szczyrbskie Jezioro               | Sprint s. klasyczny               | Maciej Staręga   | Peter Mlynár     | Sebastian Gazurek |
| 6.  | 22 stycznia 2012                  | Szczyrbskie Jezioro               | 15 km s. klasyczny                | Peter Mlynár     | Mariusz Michałek | Sebastian Gazurek |
| 7.  | 28 stycznia 2012                  | Wisła                             | Sprint s. klasyczny               | Peter Mlynár     | Paweł Klisz      | Maciej Staręga    |
| 8.  | 29 stycznia 2012                  | Wisła                             | 15 km s. dowolny                  | Mariusz Michałek | Jan Antolec      | Paweł Klisz       |
| 9.  | 4 lutego 2012                     | Nové Město                        | Sprint s. dowolny                 | Dušan Kožíšek    | Aleš Razým       | Maciej Staręga    |
| 10. | 5 lutego 2012                     | Nové Město                        | 15 km s. klasyczny                | Lukáš Bauer      | Martin Jakš      | Aleš Razým        |
| 11. | 10 marca 2012                     | Kremnica Skalka                   | 15 km s. dowolny                  | Aleš Razým       | Dušan Kožíšek    | Ondřej Horyna     |
| 12. | 11 marca 2012                     | Kremnica Skalka                   | 10 km s. dowolny                  | Aleš Razým       | Dušan Kožíšek    | Ondřej Horyna     |
|     | Slavic Cup – klasyfikacja końcowa | Slavic Cup – klasyfikacja końcowa | Slavic Cup – klasyfikacja końcowa | Aleš Razým       | Maciej Staręga   | Jan Antolec       |

### Klasyfikacja
| Lp. | Zawodnik          | Punkty |
| --- | ----------------- | ------ |
| 1.  | Aleš Razým        | 540    |
| 2.  | Maciej Staręga    | 509    |
| 3.  | Jan Antolec       | 488    |
| 4.  | Dušan Kožíšek     | 465    |
| 5.  | Mariusz Michałek  | 369    |
| 6.  | Sebastian Gazurek | 357    |
| 7.  | Peter Mlynár      | 325    |
| 8.  | Paweł Klisz       | 302    |
| 9.  | Jiří Horčička     | 260    |
| 10. | Ondřej Horyna     | 255    |